# Abierto Mexicano de Tenis 2015 - Qualificazioni singolare maschile
Le qualificazioni del singolare maschile dell'Abierto Mexicano de Tenis 2015 sono state un torneo di tennis preliminare per accedere alla fase finale della manifestazione. I vincitori dell'ultimo turno sono entrati di diritto nel tabellone principale. In caso di ritiro di uno o più giocatori aventi diritto a questi sono subentrati i lucky loser, ossia i giocatori che hanno perso nell'ultimo turno ma che avevano una classifica più alta rispetto agli altri partecipanti che avevano comunque perso nel turno finale.

## Teste di serie
1. Tim Smyczek (primo turno)
2. Lukáš Lacko (primo turno)
3. Alejandro González (qualificato)
4. Aljaž Bedene (ultimo turno)

1. Alejandro Falla (ultimo turno)
2. Gastão Elias (primo turno)
3. Wang Yeu-tzuoo (ultimo turno)
4. Adrián Menéndez Maceiras (primo turno)

## Qualificati
1. Ryan Harrison
2. Thanasi Kokkinakis

1. Alejandro González
2. Austin Krajicek

## Tabellone

### Legenda
| - Q = Qualificato - WC = Wild card - LL = Lucky loser | - ALT = Alternate - SE = Special Exempt - PR = Protected Ranking | - w/o = Walkover - r = Ritirato - d = Squalificato |

### Sezione 1
|  | Primo turno | Primo turno              | Primo turno              | Primo turno | Primo turno |  |  | Ultimo turno | Ultimo turno    | Ultimo turno    | Ultimo turno | Ultimo turno |  |
|  |             |                          |                          |             |             |  |  |              |                 |                 |              |              |  |
|  | 1           | Tim Smyczek              | 5                        | 7           | 4           |  |  |              |                 |                 |              |              |  |
|  |             | Michael Russell          | 7                        | 69          | 6           |  |  |              | Michael Russell | Michael Russell | 2            | 3            |  |
|  | Alt         | Ryan Harrison            | Ryan Harrison            | 6           | 6           |  |  | Alt          | Ryan Harrison   | Ryan Harrison   | 6            | 6            |  |
|  | 8           | Adrián Menéndez Maceiras | Adrián Menéndez Maceiras | 1           | 2           |  |  |              |                 |                 |              |              |  |

### Sezione 2
|  | Primo turno | Primo turno        | Primo turno        | Primo turno | Primo turno |  |  | Ultimo turno | Ultimo turno       | Ultimo turno | Ultimo turno | Ultimo turno |  |
|  |             |                    |                    |             |             |  |  |              |                    |              |              |              |  |
|  | 2           | Lukáš Lacko        | Lukáš Lacko        | 3           | 2           |  |  |              |                    |              |              |              |  |
|  |             | Thanasi Kokkinakis | Thanasi Kokkinakis | 6           | 6           |  |  |              | Thanasi Kokkinakis | 4            | 6            | 7            |  |
|  | Alt         | Chase Buchanan     | Chase Buchanan     | 4           | 4           |  |  | 5            | Alejandro Falla    | 6            | 3            | 63           |  |
|  | 5           | Alejandro Falla    | Alejandro Falla    | 6           | 6           |  |  |              |                    |              |              |              |  |

### Sezione 3
|  | Primo turno | Primo turno               | Primo turno        | Primo turno | Primo turno |  |  | Ultimo turno | Ultimo turno       | Ultimo turno       | Ultimo turno | Ultimo turno |  |
|  |             |                           |                    |             |             |  |  |              |                    |                    |              |              |  |
|  | 3           | Alejandro González        | Alejandro González | 6           | 6           |  |  |              |                    |                    |              |              |  |
|  | WC          | Aitor Aramburu            | Aitor Aramburu     | 0           | 2           |  |  | 3            | Alejandro González | Alejandro González | 6            | 7            |  |
|  | WC          | Miguel Ángel Reyes Varela | 7                  | 1           | 0r          |  |  | 7            | Wang Yeu-tzuoo     | Wang Yeu-tzuoo     | 4            | 63           |  |
|  | 7           | Wang Yeu-tzuoo            | 65                 | 6           | 1           |  |  |              |                    |                    |              |              |  |

### Sezione 4
|  | Primo turno | Primo turno     | Primo turno  | Primo turno | Primo turno |  |  | Ultimo turno | Ultimo turno    | Ultimo turno    | Ultimo turno | Ultimo turno |  |
|  |             |                 |              |             |             |  |  |              |                 |                 |              |              |  |
|  | 4           | Aljaž Bedene    | Aljaž Bedene | 6           | 6           |  |  |              |                 |                 |              |              |  |
|  | WC          | Tigre Hank      | Tigre Hank   | 1           | 2           |  |  | 4            | Aljaž Bedene    | Aljaž Bedene    | 5            | 64           |  |
|  |             | Austin Krajicek | 6            | 3           | 6           |  |  |              | Austin Krajicek | Austin Krajicek | 7            | 7            |  |
|  | 6           | Gastão Elias    | 4            | 6           | 4           |  |  |              |                 |                 |              |              |  |